# سيدي يحيى أو يوسف (سيدي يحيى أو يوسف)
سيدي يحيى أو يوسف هي إحدى مشيخات المملكة المغربية، تتبع جغرافيا لإقليم ميدلت وإداريًا لسيدي يحيى أو يوسف. يقدر عدد سكانها بـ 1399 نسمة حسب الإحصاء الرسمي للسكان والسكنى لسنة 2004.